# Tolerabelt dagligt intag
Tolerabelt dagligt intag (TDI) är ett begrepp inom toxikologi som anger den mängd av ett ämne (vanligen i mg/kg kroppsvikt och dag) som en människa bedöms kunna få i sig utan att det ger några negativa hälsoeffekter.
Medan TDI vanligen används om ämnen som oavsiktligt finns i exempelvis livsmedel som föroreningar, används begreppet acceptabelt dagligt intag (ADI) vanligen om ämnen som förekommer avsiktligt, exempelvis som livsmedelstillsatser.